# Moira de Villiers
Pour les articles homonymes, voir de Villiers.
Moira de Villiers, née le 16 mars 1990 à Johannesbourg, est une judokate néo-zélandaise.

## Palmarès international en judo
| Championnats d'Océanie     | Championnats d'Océanie | Championnats d'Océanie |
| Année                      | Médaille               | Catégorie              |
| -------------------------- | ---------------------- | ---------------------- |
| 2008                       | argent                 | ouverte                |
| 2008                       | or                     | –70 kg                 |
| 2010                       | or                     | –70 kg                 |
| 2011                       | or                     | –70 kg                 |
| 2012                       | or                     | –70 kg                 |
| 2013                       | or                     | –70 kg                 |
| 2014                       | or                     | –70 kg                 |
| 2015                       | or                     | –70 kg                 |
| 2016                       | or                     | –70 kg                 |
| Championnats panaméricains |                        |                        |
| Année                      | Médaille               | Catégorie              |
| 2022                       | bronze                 | –78 kg                 |
| Jeux du Commonwealth       |                        |                        |
| Année                      | Médaille               | Catégorie              |
| 2014                       | argent                 | –70 kg                 |